# The Meadows (Key West)
The Meadows ist ein Stadtviertel im Zentrum von Key West auf der Insel Key West in den Florida Keys. 

## Lage
Es ist begrenzt von der White und der Angela Street, dem Eisenhower Drive und dem Truman Avenue, der Teil des Overseas Highway und U.S. Highway 1 ist. Die etwa 800 Bewohner leben auf 23,3 Hektar. Im Südosten liegt der Bay-View Park.